# Enkianthus perulatus
Enkianthus perulatus là một loài thực vật có hoa trong họ Thạch nam. Loài này được (Miq.) C.K.Schneid. mô tả khoa học đầu tiên năm 1911.

## Hình ảnh

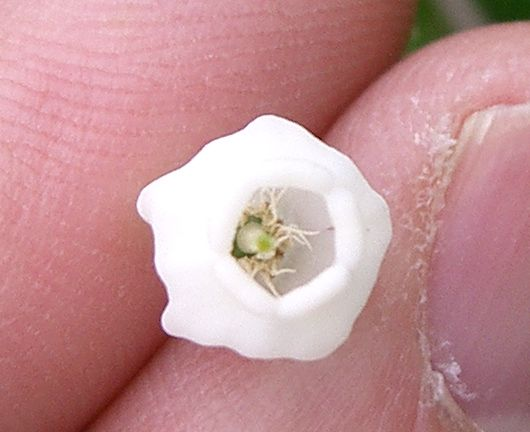
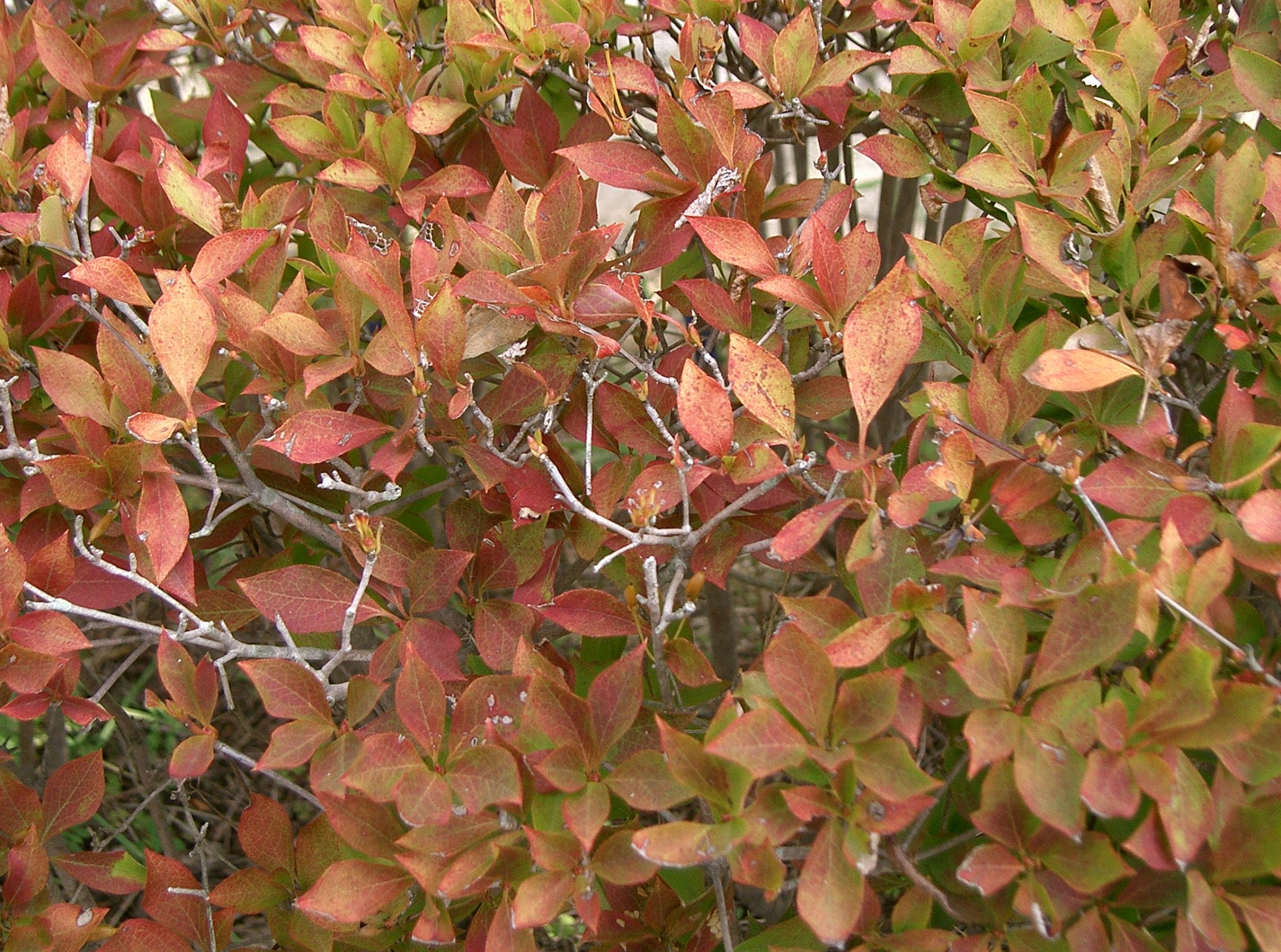
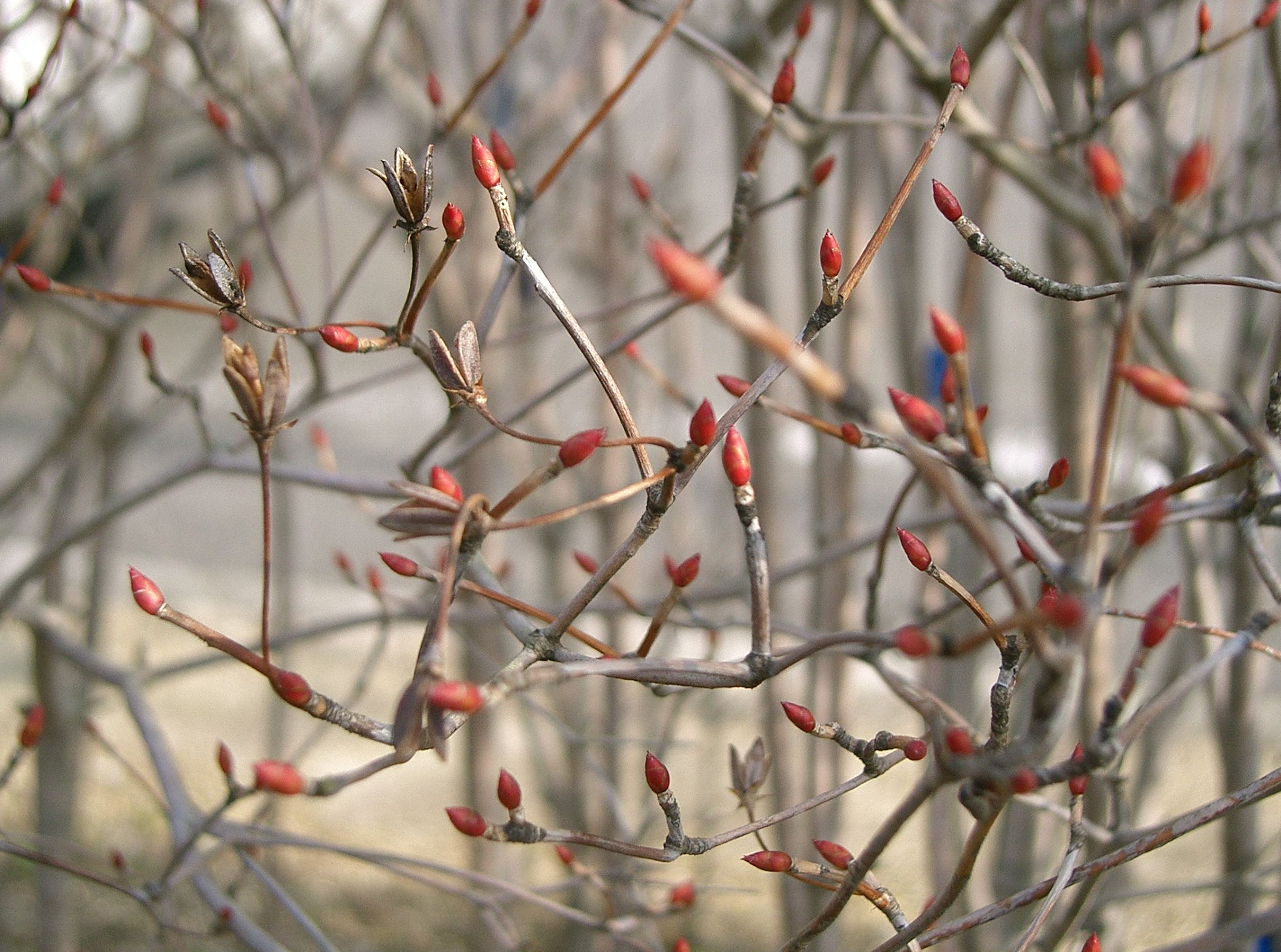
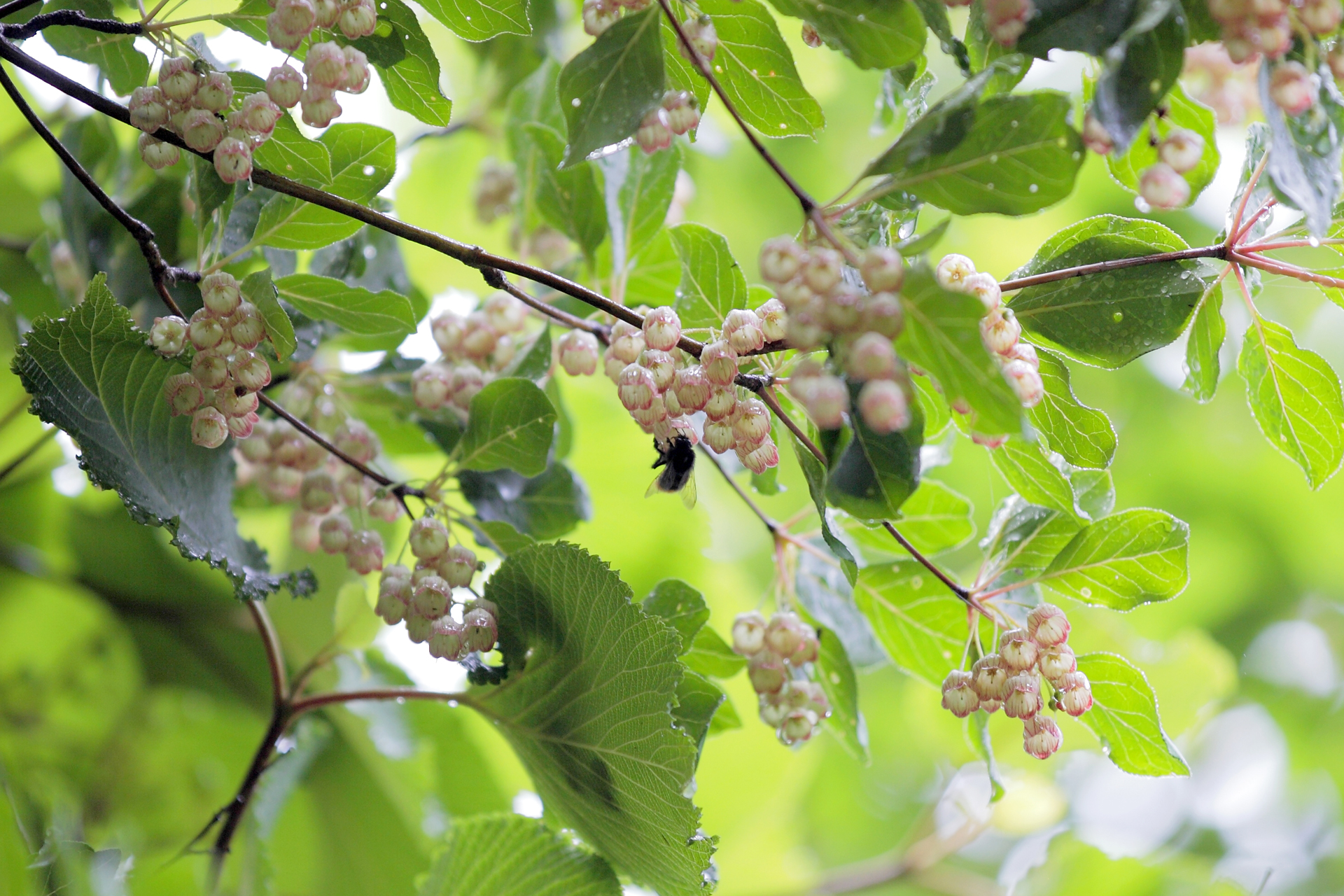